# ديفيد أرغيو
ديفيد أرغيو (بالإنجليزية: David Argue) هو ممثل أسترالي، ولد في 1959 في ملبورن في أستراليا.

## أعمال

### أفلام
- (1981) غاليبولي

## وصلات خارجية
- ديفيد أرغيو على موقع IMDb (الإنجليزية)
- ديفيد أرغيو على موقع قاعدة بيانات الفيلم (الإنجليزية)